# Gouvernement Davutoğlu III
Pour les articles homonymes, voir Gouvernement Davutoğlu.
République de Turquie
Davutoğlu II Yıldırım
Le gouvernement Davutoğlu III (en turc : 64. Türkiye Hükûmeti) est le soixante-quatrième gouvernement de la république de Turquie, en fonction du 24 novembre 2015 au 29 mai 2016, durant la vingt-sixième législature de la Grande Assemblée nationale.

## Coalition et historique

### Formation
Le gouvernement a été formé le 24 novembre 2015.
Le nombre de vice-Premiers ministres passe de quatre à cinq.

### Succession
Le 22 mai 2016 Ahmet Davutoğlu, à la suite de désaccords avec le président, remet la démission de son gouvernement annoncée le 5 mai, démission que Recep Tayyip Erdoğan accepte immédiatement. Il démissionne dans le même temps de la tête de l'AKP Binali Yıldırım est chargé de former un nouveau gouvernement. Ahmet Davutoğlu et le Conseil des ministres restent en poste et expédient les affaires courantes jusqu'à l'installation du gouvernement suivant, après un vote de confiance de la Grande Assemblée nationale de Turquie.

## Composition
- Les nouveaux ministres sont indiqués en gras, ceux ayant changé d'attributions en italique.

| Fonction                                                     | Titulaire | Titulaire           | Parti |
| ------------------------------------------------------------ | --------- | ------------------- | ----- |
| Premier ministre                                             |           | Ahmet Davutoğlu     | AKP   |
| Vice-Premier ministre                                        |           | Yalçın Akdoğan      | AKP   |
| Vice-Premier ministre                                        |           | Numan Kurtulmuş     | AKP   |
| Vice-Premier ministre                                        |           | Tuğrul Türkeş       | AKP   |
| Vice-Premier ministre                                        |           | Lütfi Elvan         | AKP   |
| Vice-Premier ministre                                        |           | Mehmet Şimşek       | AKP   |
| Ministre des Affaires étrangères                             |           | Mevlüt Çavuşoğlu    | AKP   |
| Ministre de l'Intérieur                                      |           | Efkan Ala           | AKP   |
| Ministre des Finances                                        |           | Naci Ağbal          | AKP   |
| Ministre de la Justice                                       |           | Bekir Bozdağ        | AKP   |
| Ministre de l'Énergie et des Ressources naturelles           |           | Berat Albayrak      | AKP   |
| Ministre de l'Alimentation, de l'Agriculture et de l'Élevage |           | Faruk Çelik         | AKP   |
| Ministre de la Culture et du Tourisme                        |           | Mahir Ünal          | AKP   |
| Ministre de la Santé                                         |           | Mehmet Müezzinoğlu  | AKP   |
| Ministre de l'Éducation nationale                            |           | Nabi Avcı           | AKP   |
| Ministre de la Défense nationale                             |           | İsmet Yılmaz        | AKP   |
| Ministre de la Science, de l'Industrie et de la Technologie  |           | Fikri Işık          | AKP   |
| Ministre du Travail et de la Sécurité sociale                |           | Süleyman Soylu      | AKP   |
| Ministre des Transports, de la Mer et des Communications     |           | Binali Yıldırım     | AKP   |
| Ministre de la Famille et de la Politique sociale            |           | Sema Ramazanoğlu    | AKP   |
| Ministre des Affaires de l'Union européenne                  |           | Volkan Bozkır       | AKP   |
| Ministre de l'Économie                                       |           | Mustafa Elitaş      | AKP   |
| Ministre de la Jeunesse et des Sports                        |           | Akif Çağatay Kılıç  | AKP   |
| Ministre du Développement                                    |           | Cevdet Yılmaz       | AKP   |
| Ministre des Douanes et du Commerce                          |           | Bülent Tüfekçi      | AKP   |
| Ministre de l'Environnement et de l'Urbanisme                |           | Fatma Güldemet Sarı | AKP   |
| Ministre des Forêts et des Eaux                              |           | Veysel Eroğlu       | AKP   |